# 中国田径锦标赛
中国田径锦标赛是一项一年一度的田径赛事，为中华人民共和国的国家锦标赛，由中国田径的政管主体中国田径协会组织。首次于1910年组织，作为仅由男子参加的锦标赛，女子锦标赛项目于1959年引入，比近三十年前就有女子参与的中华民国全国运动会（中华人民共和国全国运动会的前身）迟很久。
它是除了四年一度的中华人民共和国全国运动会田径比赛外中国田径运动员的最高水平国家项目。这一国家锦标赛进行奥林匹克运动会上所有的田径项目。马拉松和竞走项目通常另择时间举办，但在过去也被纳入主要的田径竞赛。有时男女子锦标赛分开举办。这一赛事一般持续三到四天，在6月或7月的全球户外田径赛季前后或赛季末的9月或10月举办。